# Darko Tironi
Darko Tironi (Zagreb, 15. listopada 1955. – Manchester, 14. rujna 1999.), novinar i glavni urednik Sportskih novosti.
Rodio se u Zagrebu 15. listopada 1955. godine. Bio je istaknuta figura u hrvatskom sportu i novinarstvu. Služio je kao glavni urednik Sportskih novosti i glasnogovornik Hrvatskog nogometnog saveza. Iznenada je preminuo 14. rujna 1999. godine, nakon značajne utakmice u kojoj je Dinamo Zagreb ostvario važan rezultat (0:0) protiv Manchester Uniteda na Old Traffordu u Ligi prvaka. Odgledao je utakmicu uživo na stadionu, a pozlilo mu je u hotelu u Manchesteru nakon utakmice.
Odigrao je važnu ulogu u osamostaljenju hrvatske lige. Sudjelovao je u formiranju HNS-a gdje je služio dva mandata u Izvršnom odboru. Do svoje smrti obavljao je funkciju glasnogovornika hrvatske nogometne reprezentacije.
Kao priznanje za svoj rad, 1995. godine odlikovan je Redom Danice hrvatske s likom Franje Bučara od strane predsjednika Franje Tuđmana.